# Вороновка (Синельниковский район)
Вороновка (укр. Воронівка) — село,
Дибровский сельский совет,
Днепровский район,
Днепропетровская область,
Украина.
Код КОАТУУ — 1224881703. Население по переписи 2021 года составляло 154 человека.

## Географическое положение
Село Вороновка находится на левом берегу реки Днепр в месте впадения в неё реки Вороной, которая образует большой залив,
выше по течению на расстоянии в 2 км расположено село Диброва,
ниже по течению на противоположном берегу реки Вороной расположено село Грушевато-Криничное,
на противоположном берегу — село Звонецкое (Солонянский район).